# Bailèn
Bailèn (en castellà: Bailén) és un municipi de la Comarca de Sierra Morena de la província de Jaén, situat en l'encreuament natural de camins des del centre i nord d'Espanya cap a l'Occident i Orient d'Andalusia, a l'autovia A-4 (antiga Nacional IV).
El terme municipal de Bailèn disposa d'una gran activitat industrial de la ceràmica, vi i l'hostaleria, juntament amb el cultiu d'herbacis i el desenvolupament d'una indústria oleícola.
L'Església parroquial de la Mare de Déu de l'Encarnació, que va ser construïda al segle xv, en estil gòtic isabelí, és un dels màxims exponents arquitectònics de la localitat, declarada Monument Històric.
També destaquen la capella de la Mare de Déu de la Solitud (segle xv), d'estil gòtic, les ermites de Jesús i del Crist, ambdues d'estil barroc (segle xviii), la de la Verge de Zocueca, construïda entre els segles xvii i xviii i la Parròquia de Sant Josep Obrer, juntament amb el seu barri, que celebra les seves festes al seu honor el dia 1 de Maig.

## Història
Del seu passat romà s'han localitzat diverses viles i un poblat a la Toscana, de nom desconegut, on van aparèixer nombroses inscripcions. Una altra de les troballes més interessants és una inscripció d'època visigoda, localitzada als murs de l'antiga fortalesa de Bailèn. Es tracta d'una làpida fundacional a la qual segons resa l'Abad Locuber, va construir dos cors a la que havia de ser l'església d'una fundació monàstica datada en l'any 691, durant el regnat del rei visigot Ègica.
Durant l'època àrab Bailèn hagué de ser un petit nucli, car no és esmentada a cap font, tan sols a una ocasió, el 1155 quan Alfons VII va donar els castells de Baños de la Encina, Segral i Bailèn al seu vassall Abdelaziz a Baeza.
Poc després de la conquesta castellana, en 1311, surt relacionada entre les parròquies pertanyents a Baeza. El 1360 Alfons XI la va vendre a Pedro Ponce de León, senyor de Marchena. Bailèn passava a ser una més de les possessions que van acumular aquests senyors i que arribaria al seu punt més alt el 1440 quan Joan II va ortorgar a un dels seus descendents el títol de Comte d'Arcos.
Al llarg del segle xv tenim diverses notícies del Castell de Bailèn, avui desaparegut, que surten relacionades amb el Condestable Lucas d'Iranzo. Aquest ho va utilitzar ocasionalment com residència, tant per a complimentar visitants, per a organitzar caceres i corregudes de braus, i fins i tot ho va atacar en 1470, per a castigar el senyor de la vila que defensava la causa d'Isabel davant d'Enric IV.
El 1481 la localitat va passar a la família dels Montemayor, a l'enllaçar per matrimoni ambdues famílies.
Al segle xvi la va heretar Maria Josefa Alfonso de Pimentel Téllez de Girón, duquessa de Benavente i d'Osuna, família a la qual va pertànyer fins al segle xix. Entre els segles XVI i XVIII, els ducs d'Osuna van transformar la fortalesa a palau, amb la construcció de nous edificis (el castell va ser declarat en ruïnes 1969 i enderrocat).

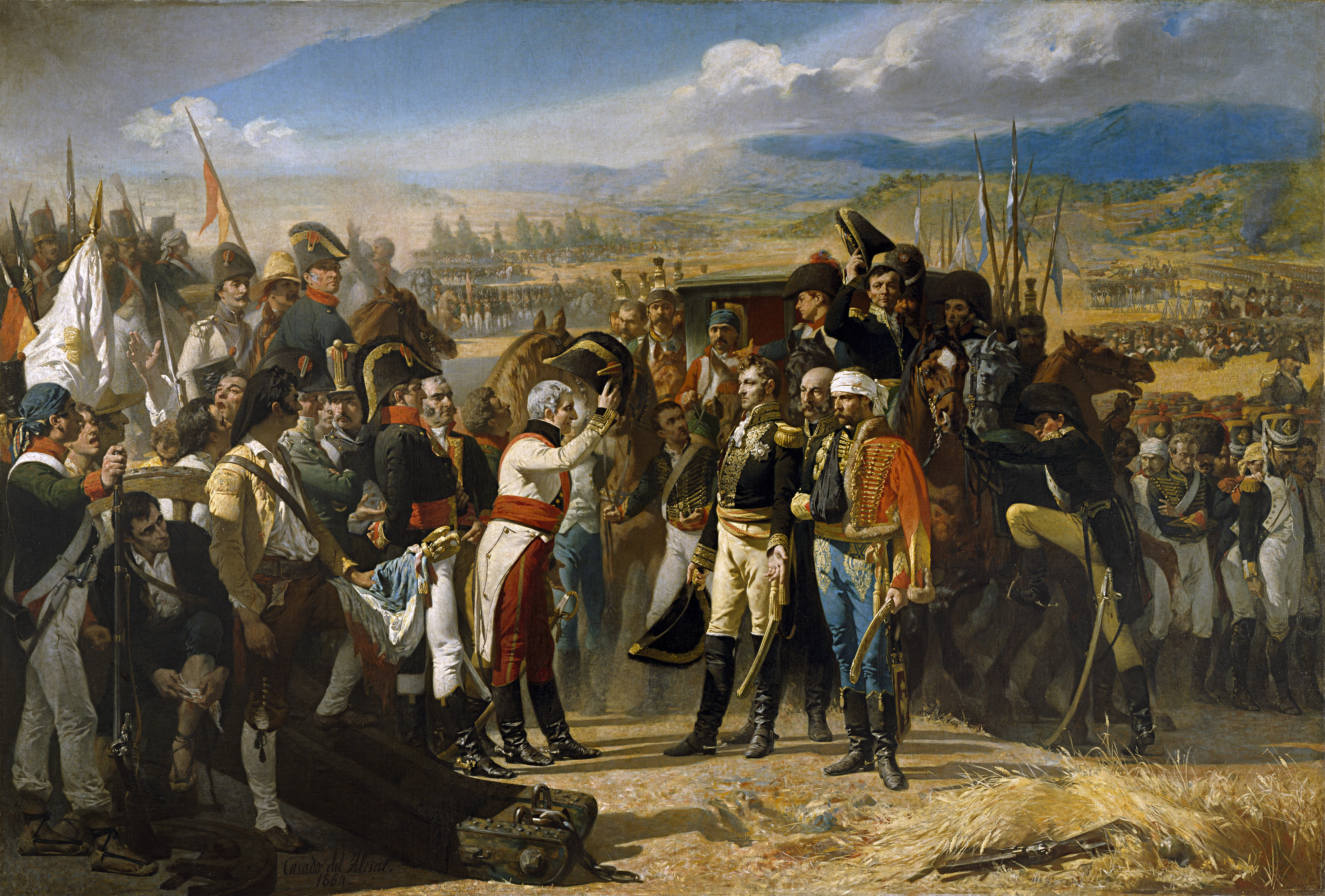
Representació de la Rendició de la Batalla de Bailèn

La fama universal de Bailèn es deu a la batalla de Bailèn (19 de juliol de 1808) en les quals van ser vençudes, pel general Castaños, les tropes de Napoleó, capitanejades per general Dupont.
Al llarg del segle xix es va produir un progressiu augment de la seva població, d'uns 3.000 habitants amb els quals començava la centúria, a principis del segle xx ja arribava als 7.375.
Després de la Guerra Civil espanyola, Bailèn es va consolidar com un dels principals nuclis de la província, una població emprenedora que centra la seva activitat en el sector industrial i de serveis, i que en l'últim cens supera lleugerament els 18.200 habitants.